# Laterallus spilonotus
Laterallus spilonotus là một loài chim trong họ Rallidae.